# Сведружа
Сведружа је насељено место у саставу општине Петровско у Крапинско-загорској жупанији, Хрватска. До територијалне реорганизације у Хрватској налазила се у саставу старе општине Крапина.

## Становништво
На попису становништва 2011. године, Сведружа је имала 374 становника.

## Попис1991.
На попису становништва 1991. године, насељено место Сведружа је имало 466 становника, следећег националног састава:
| Попис 1991.‍ | Попис 1991.‍ | Попис 1991.‍ | Попис 1991.‍ | Попис 1991.‍ |
| ----------- | ----------- | ----------- | ----------- | ----------- |
|             |             |             |             |             |
| Хрвати      | Хрвати      |             | 466         | 100%        |
| укупно: 466 |             |             |             |             |